# KŽC-Baureihe 813.2
|  | Dieser Artikel wurde aufgrund von akuten inhaltlichen oder formalen Mängeln auf der Qualitätssicherungsseite des Portals Bahn eingetragen. Bitte hilf mit, die Mängel dieses Artikels zu beseitigen, und beteilige dich bitte an der Diskussion. Artikel, die nicht signifikant verbessert werden, können gelöscht werden. |

Die Einheiten der KŽC-Baureihe 813.2 sind teilweise niederflurige Dieseltriebwagen, die von dem  tschechischen Eisenbahnverkehrsunternehmens KŽC Doprava im Regionalverkehr eingesetzt werden. Sie entstanden im Rahmen eines Rekonstruktionsprogrammes aus Trieb- und Beiwagen der SSK-Reihen 810.0 und 010.

## Geschichte
Zur Betriebsaufnahme auf der S 34 von Praha Masarykovo nádraží nach Čakovice bestellte das Eisenbahnverkehrsunternehmen KŽC Doprava bei ŽOS Zvolen zwei Triebwageneinheiten für den Regelverkehr. Seit 2013 waren auf dieser Linie Triebwagen der Reihe 810 eingesetzt. Ein Triebwagen reichte für die Bedienung nicht aus, zudem sollten barrierefreie Fahrzeuge mit einem optischen sowie akustischen Informationssystem eingesetzt werden. Die Fahrzeuge wurden ab 2019 eingesetzt, diese wurde beim Umbau mit einer Klimaanlage ausgerüstet.
Der modernisierte Triebwagen 813 201 entstand aus den Wagen 810 543 und 011 406, der 813 202 aus den 810 499 und 011 896.
Äußerlich und von den technischen Daten her sind sie ähnlich der ZSSK-Baureihe 813.1, sie gelten als zuverlässig und bei Reisenden beliebt. Bei Ausfall durch Reparatur oder Wartungsarbeiten werden sie durch Fahrzeuge der Reihe 810 ersetzt.

## Technische Merkmale
Die Fahrzeuge sind ähnlich der ČD-Baureihe 814 und unterscheiden sich durch die Klimaanlage, weshalb die Klappfenster in Grundstellung verriegelt sind. Im Niederflurbereich des Steuerwagens befindet sich eine behindertengerechte Toilette mit geschlossenem System. Die Triebwagen sind mit dem Dieselmotor TEDOM TD310R6HTA26 und einem hydromechanischen Vierganggetriebe von Voith ausgerüstet und bieten eine bequeme Innenausstattung. Die Vorderfront der Umbaufahrzeuge sind anders gestaltet.
Die Steuerwagen wurden nach dem Vorbild der Baureihe 914 niederflurig ausgeführt, der Niederflurbereich liegt zwischen den Radsätzen auf etwa 50 % der Wagenlänge. Dort befinden sich ein Traglastenabteil neben der behindertengerechten Toilette. Die Einheiten erhielten das Zugbeeinflussungssystem Mirel, das Funksystem FXM 20 funktioniert auf der Basis von GSM-R.